# Судовой врач

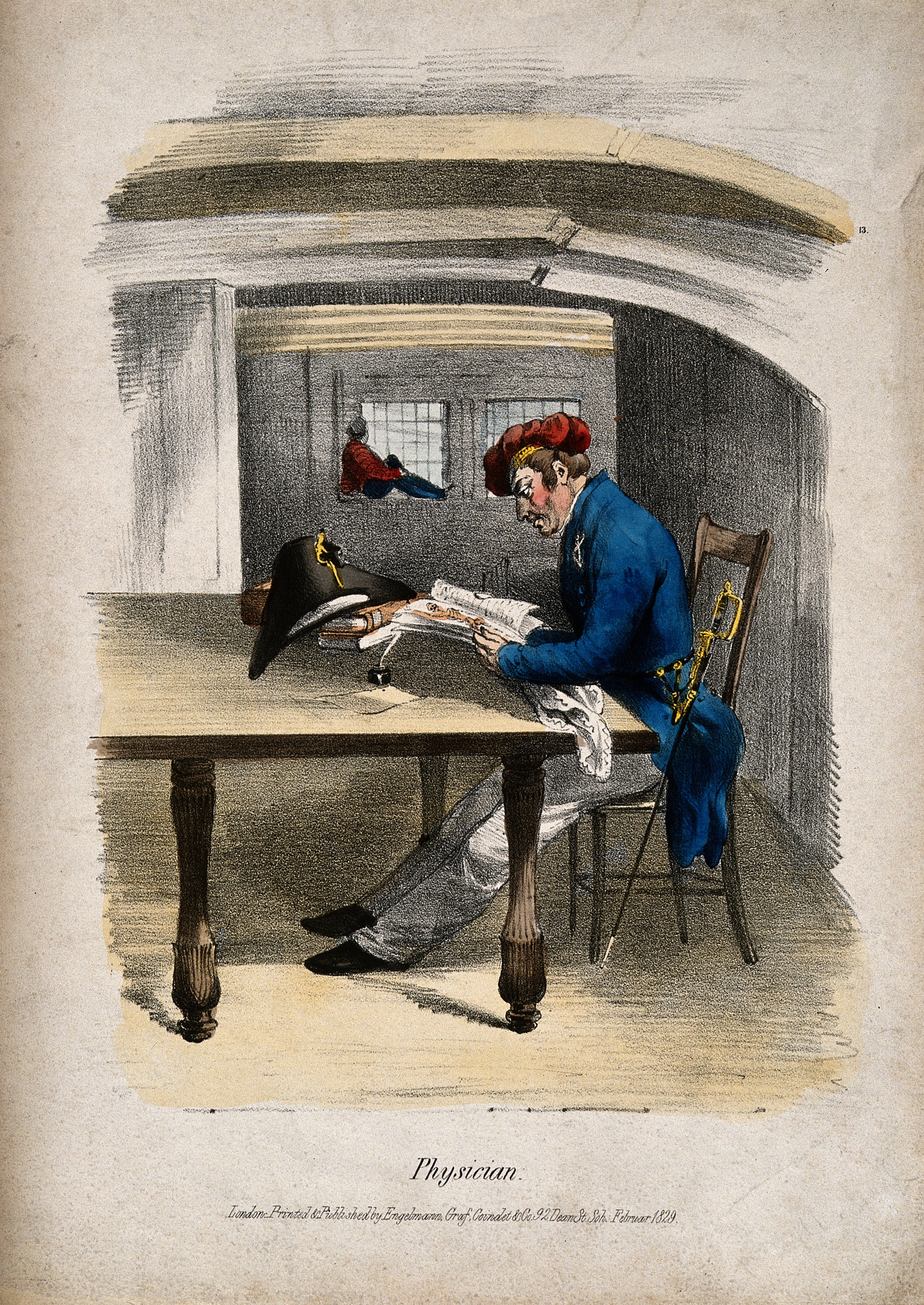
Судовой врач за чтением документации

Судово́й врач — должностное лицо на судне, проводящее санитарно-гигиенические, противоэпидемические и лечебно-профилактические мероприятия. Подчиняется непосредственно капитану. В западных флотах судовой врач находился вне судовой иерархии и флотских чинов вообще, поэтому исторически судовые врачи выполняли функцию доверенного лица капитана наряду с корабельными священниками.

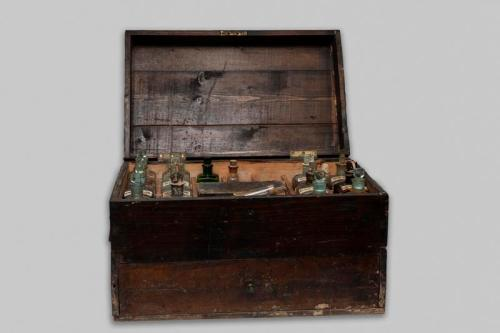
Сундучок судового врача XIX — начала XX века

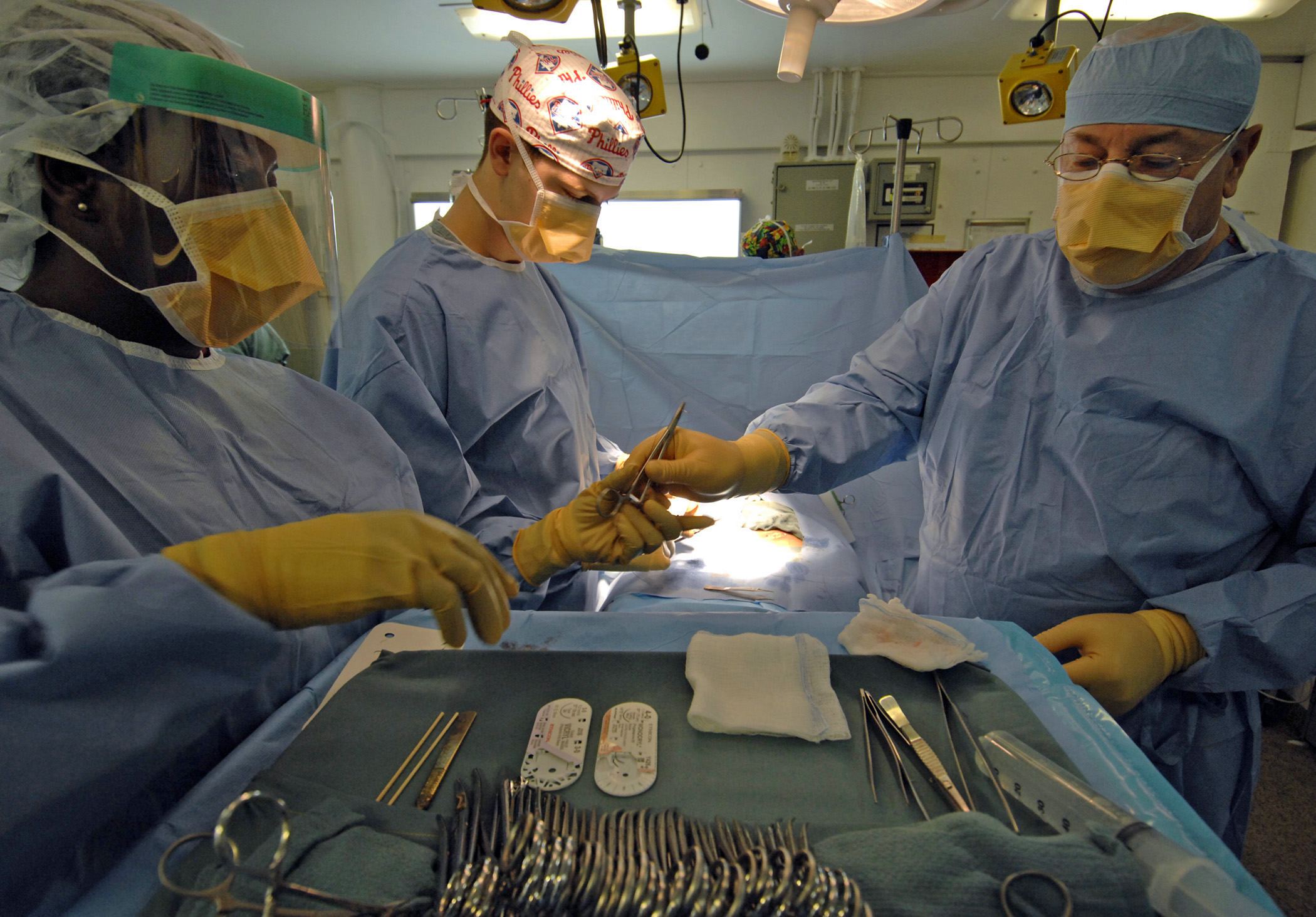
Судовой врач с ассистентами

## История
Российская империя
В Российском императорском флоте должность была введена в начале XVIII века. С 1707 года начато обучение при московском госпитале.
СССР
В СССР их готовили в Военно-морской медицинской академии в Ленинграде с 1940 по 1956 годы, а после расформирования этого учебного заведения был создан военно-морской факультет в Военно-медицинской академии имени С. М. Кирова, который готовит судовых врачей для гражданского и военно-морского флота по настоящее время.
Количество судовых врачей по современным стандартам:
- экипаж судна от 40 до 200 человек — 1 врач;
- более 200 человек — 3 врача (хирург, терапевт, стоматолог);
- Для плавбаз, плавающих рыбоперерабатывающих заводов учитывают численность экипажей всей флотилии.